# 프랭크 해그니

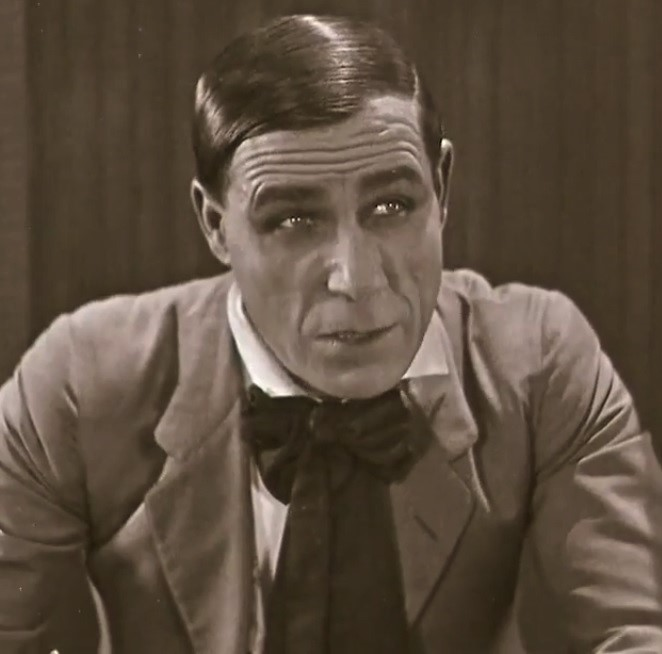

프랭크 해그니(Frank Hagney, 1884년 3월 20일 ~ 1973년 6월 25일)는 오스트레일리아의 배우, 영화배우이다.
시드니에서 태어났으며 로스앤젤레스에서 사망하였다. 포리스트 론 메모리얼 파크에 매장되었다.

## 영화
- 사이렌서 (1966년)
- 교수목 (1959년)
- 건 힐의 결투 (1959년)
- 페리 메이슨 (1957년)
- 우정어린 설득 (1956년)
- 외계의 침입자 (1956년)
- 라이오트 인 셀 블락 11 (1954년)
- 로즈 마리 (1954년)
- 드미트리우스와 검투사들 (1954년)
- 실버 크리크의 대결 (1952년)
- 마이 페이버릿 스파이 (1951년)
- 히어 컴스 더 그룸 (1951년)
- 아톰 맨 대 슈퍼맨 (1950년)
- 딕 트레이시 - 1950년 시리즈 (1950년)
- 레츠 댄스 (1950년)
- 더 뷰티풀 브론드 프럼 배쉬풀 벤드 (1949년)
- 빅 스틸 (1949년)
- 춤추는 대뉴욕 (1949년)
- 어 소던 양키 (1948년)
- 위스퍼링 스미스 (1948년)
- 페일페이스 (1948년)
- 이지 투 웨드 (1946년)
- 평결 (1946년)
- 멋진 인생 (1946년)
- 어롱 케임 존스 (1945년)
- 애보트와 코스텔로 (1945년) - 캅 역
- 쉐인 온 하베스트 문 (1944년)
- 미트 더 피플 (1944년)
- 캔트 헬프 싱잉 (1944년)
- 프렌치맨스 크리크 (1944년)
- 옛날 옛적 (1944년)
- 돈 윈슬로 오브 더 코스트 (1943년)
- 스윙 피버 (1943년)
- 더 글래스 키 (1942년)
- 멘 오브 텍사스 (1942년)
- 신 타운 (1942년)
- 트루 투 더 아미 (1942년)
- 마이 페이버릿 스파이 (1942년)
- 철완 짐 (1942년)
- 그린 호넷 2 (1941년)
- 샤도우 (1940년)
- 멜로디 랜치 (1940년)
- 딕 트레이시 리턴즈 (1938년)
- 스파이더스 웹 (1938년)
- 로빈 훗의 모험 (1938년)
- 프라우 앤 더 스타 (1936년)
- 모던 타임즈 (1936년)
- 밀고자 (1935년)
- 더 치프 (1933년)
- 로마 스캔달 (1933년)
- 댄싱 레이디 (1933년)
- 홀드 유어 맨 (1933년)
- 챔프 (1931년)
- 씨 비스트 (1926년)